# Rentgenový pulsar
Rentgenové pulsary jsou třída astronomických objektů, které jsou zdroji rentgenového záření s přesnými periodickými změnami v intenzitě záření. Rentgenové období se pohybuje od zlomků sekundy až po několik minut.

## Princip fungování
Rentgenový pulsar je tvořen neutronovou hvězdou se silným magnetickým polem a společníkem, což je běžná hvězda. Jde tedy o typ binární hvězdné soustavy. Intenzita magnetického pole na povrchu neutronové hvězdy je obvykle asi 100 milionů tesel, což je více než bilionkrát více než je intenzita magnetického pole na povrchu Země.
Plyn je vytrháván z hvězdného společníka a následně padá na neutronovou hvězdu, konkrétně je magnetickým polem směřován na magnetické póly neutronové hvězdy, kde tvoří dvě někdy i více lokalizovaných rentgenových horkých skvrn, podobně jako jsou na Zemi dvě hlavní oblasti výskytu polárních září. Těsně před dopadem do těchto oblastí neutronové hvězdy může padající plyn dosáhnout poloviny rychlosti světla. Při tomto procesu se uvolní tolik gravitační potenciální energie, že tyto horké skvrny, jejichž velikost se odhaduje asi na jeden čtvereční kilometr, mohou být zhruba deset tisíckrát zářivější než Slunce.
Na těchto horkých skvrnách je dosahována teplota až v řádu milionů Kelvinů, horké skvrny tedy obvykle září v rentgenové části spektra. Vzhledem k rotaci neutronové hvězdy dochází k tomu, že pozorujeme pulsy rentgenového záření jako aktivní body pohybující se směrem k nám a od nás, pokud je osa magnetického pole natočená vzhledem k ose otáčení.

## Zásobování plynem
Plyn, který napájí rentgenový pulsar se může na neutronovou hvězdu dostat různými způsoby v závislosti na parametrech binárního systému jako jsou oběžná dráha a vlastnosti doprovodné hvězdy.
Některé doprovodné hvězdy rentgenových pulsarů jsou velmi hmotné mladé hvězdy, obvykle veleobři spektrální třídy OB, které emitují záření z povrchu poháněné hvězdným větrem. Neutronová hvězda ponořená do tohoto hvězdného větru potom zachycuje plyn vyvrhovaný z primární hvězdy. Typickým příkladem takového systému je Vela X-1.
V jiných systémech obíhá neutronová hvězda tak blízko svému společníkovi, že její enormně velká gravitační síla může vytrhnout materiál z atmosféry společníka na svou oběžnou dráhu. Zachycený materiál tvoří plynný akreční disk, který pomalu po spirále padá na neutronovou hvězdu. Příkladem takového systému je Centaurus X-3.
Další možností je, že doprovodná hvězda pulsaru je hvězda typu Be, které se velmi rychle otáčí a vyvrhuje plyn v oblasti kolem svého rovníku. V těchto systémech obvykle nacházíme velmi eliptické a velké oběžné dráhy. Když neutronová hvězda projde v těsné blízkosti nebo dokonce skrz disk vyvrženého materiálu z hvězdy Be typu, zachytí tento materiál a dočasně se stane rentgenovým pulsarem. Disky materiálu kolem hvězd typu Be se z neznámých důvodů roztahují a stlačují, takže v tomto případě pozorujeme pouze přechodné rentgenové pulsary, často u nich vidíme měsíce až roky mezi jednotlivými obdobími rentgenové aktivity.

## Rotace
Rentgenové pulsary a radiové pulsary vykazují velmi odlišné chování co se týče rotace a také jejich charakteristické pulsy jsou produkovány různými mechanismy, ačkoli jde v obou případech a rotující neutronové hvězdy se silným magnetickým polem. Rychlost rotace v obou případech souvisí i s periodou pulsů.
Radiové pulsary mají periody v řádu milisekund až sekund a průběžně ztrácejí moment hybnosti a zpomalují. Naproti tomu rentgenové pulsary vykazují jiné rotační chování. Některé rentgenové pulsary se točí stále rychleji a rychleji, jiné naopak pomaleji a pomaleji, v obou případech nastává občasný zvrat těchto trendů. Jiné vykazují malou změnu v periodě pulsů.
Vysvětlení lze nalézt ve fyzikálním rozdílu povahy obou systémů. Více než 99% radiových pulsarů jsou jednotlivé objekty, které vyzařují svou rotační energii ve formě relativistických částic a magnetického dipólového záření, což rozsvítí přilehlé mlhoviny. Zatímco rentgenové pulsary jsou členy binárních systému a je jim dodávána nová hmota ať už ve formě hvězdného větru nebo akrečních disků. Hmota padající na neutronovou hvězdu je transferována na točivý moment, který zvyšuje či snižuje rychlost rotace pulsaru.

## Pozorování
Rentgenové pulsary jsou sledovány rentgenovými teleskopy, které jsou umístěny na nízké oběžné dráze, přestože v prvních letech rozvoje rentgenové astronomie byly podniknuty i pokusy o detektory nesené na balónech nebo sondážních raketách. První rentgenový pulsar Centaurus X-3 byl objeven roku 1971 sondou Uhuru (satelit).